# Marcus Malone
Marcus Malone (Memphis, 29 luglio 1944 – Oakland, 12 ottobre 2021) è stato un percussionista statunitense.
Marcus Malone è stato il secondo percussionista della Santana Blues Band, soprannominato "The Magnificent". Lasciò la band nei primi mesi del 1969 a causa dei suoi problemi con la droga e con la giustizia e di lui si sono perse le tracce musicali già a partire dai primi anni '70.
Ha vissuto di elemosine come clochard all'interno di un van a Oakland in California e nel 2013 ha incontrato di nuovo Carlos Santana, grazie alla segnalazione di un giornalista del canale televisivo Kron-tv.